# Gonolobus macrotis
Gonolobus macrotis är en oleanderväxtart som beskrevs av G. Morillo. Gonolobus macrotis ingår i släktet Gonolobus och familjen oleanderväxter. Inga underarter finns listade i Catalogue of Life.